# James "JT" Taylor
James "JT" Taylor (Laurens (South Carolina), 16 augustus 1953) is een Amerikaans zanger en acteur; hij is de voormalige frontman van Kool & the Gang.

## Biografie
Taylor was voorheen werkzaam als onderwijzer en kapper; zingen was slechts een hobby. Dat veranderde toen hij zich eind jaren 70 bij Kool & the Gang aansloot en de grootste successen van deze band meemaakte. In 1988 verliet Taylor de band voor een solocarrière; begin jaren negentig bracht hij twee soloalbums uit, maar zonder succes. Tegelijkertijd begon Taylor te acteren; hij speelde onder meer in de film Mambo Kings en de theatermusical Raisin. Gedurende de tweede helft van de jaren negentig trad Taylor tijdelijk weer op met Kool & the Gang, en stond hij onder andere op het Goud van Out-festival van Veronica.
In 2018 verzorgde Taylor een gastoptreden bij de jaarlijkse concertreeks van de gelegenheidsformatie Ladies of Soul. In juni van dat jaar vertolkte hij een paar nummers met Ronald 'Kool' Bell en George Brown tijdens de inhuldiging in de Songwriters Hall of Fame.
- Bibliothèque nationale de France: cb139270932 (data)
- Gemeinsame Normdatei: 135192242
- International Standard Name Identifier: 0000 0001 2037 3179
- Library of Congress Control Number: n92023567
- MusicBrainz: 621fed91-db8d-4cc7-b358-4493b045462c
- Virtual International Authority File: 90730754
- WorldCat: E39PBJwxJJTmyfHDtFQjYGtYfq